# Paléobotanique
La paléobotanique (du grec paleon = ancien et botanikos = relatif aux herbes) est une branche de la paléontologie. Elle permet de retracer, grâce à l'étude des plantes fossiles, les grandes étapes de l'histoire évolutive des végétaux. La paléobotanique permet aussi de reconstituer des environnements anciens, et les paléopaysages. Elle est fondée sur l'analyse des structures végétales qui peuvent subir la fossilisation : feuilles, bois, écorces, pollens, fruits…

## Formations géologiques et paléontologie végétale
De nombreux types de roches et de sédiments peuvent contenir des fossiles végétaux :
- grès fins et argiles, associés à des niveaux charbonneux.
- calcaires.
- travertin.
- houille et certains schistes
- tourbe (riche en pollen et en macrorestes végétaux)
- sédiments lacustres et marins
- Sols forestiers – renfermant des bois carbonisés (charbon de bois) ou des phytolithes

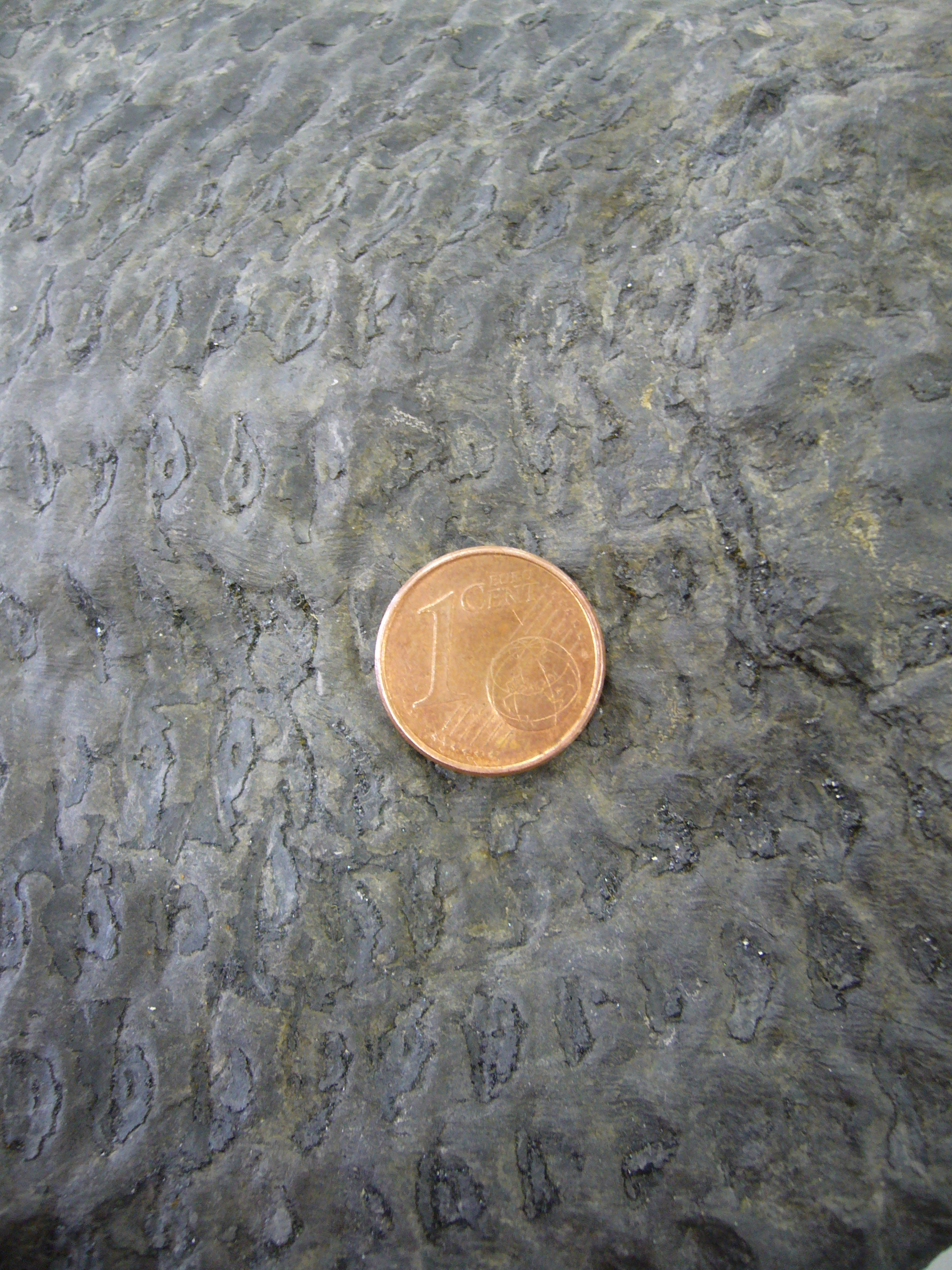
Lepidodendron.

### Fossiles des roches charbonneuses
On rencontre parfois d'importantes parties de végétaux fossilisés notamment dans le charbon. Ces fossiles sont souvent datés du Carbonifère.

### Travertins
Les travertins renferment souvent de délicates empreintes de feuilles. Ce sont des dépôts calcaires dus à des sources pétrifiantes.

### Environnements marins

#### Calcaires d'algues
Ce sont des calcaires construits édifiés à partir du thalle de certaines algues incrustantes comme les lithothamniées ou les mélobésiées qui vivent en colonie sur les hauts fonds marins.

On en recense du précambrien à aujourd'hui. Ainsi en Méditerranée des algues arrivent à édifier des plattiers décimétriques.
Les calcaires de Vigny (Val-d'Oise) proviennent de la fossilisation de débris meubles (comme le maërl actuel des estuaires bretons) provenant d'algues rouges (floridées).

## Types de fossiles de végétaux
L'un des types les plus courants de fossiles de plantes est un fossile de compression, dans lequel une feuille ou une partie de la plante a été compressée entre les couches de sédiments et souvent conservée comme un film carboné. On trouve aussi communément du pollen fossile ou des spores en provenance de lits de lacs fossiles, ainsi que de charbon de bois. Moins commun, mais économiquement important, est le charbon qui provient des plantes des marais du Carbonifère.
Parmi les plus spectaculaires formes de fossiles de plantes se trouve le bois silicifié.
- les compressions : en 2 dimensions. La plante (ou une partie, une feuille par exemple) est aplatie mais il reste une couche de matière organique, par exemple la cuticule de la feuille.

- les impressions : empreintes en 2 dimensions. Elles se forment comme les compressions mais dans ce cas il n'y a pas de matière organique conservée.

- les moulages : en 3 dimensions, généralement sans matière organique. On peut distinguer des moulages externes ; le sédiment se dépose autour de la plante et forme un moulage en se solidifiant, et des moulages internes ; l'intérieur de la plante se décompose et est rempli par du sédiment qui se solidifie.

- les perminéralisations : en 3 dimensions. Les tissus sont infiltrés par des minéraux et sont conservés. Il peut rester de la matière organique ou pas. La perminéralisation se fait généralement par de la silice (SiO2), du carbonate de calcium (CaCO3) ou de la pyrite (FeS2).

- les compactions : en 3 dimensions, contiennent de la matière organique. On les trouve notamment dans la tourbe.

- les fossiles moléculaires : conservation de composés organiques (lipides, hydrocarbonates, ADN, etc.)

- les macrofossiles végétaux : organes végétaux conservés dans des sédiments lacustres ou dans la tourbe. Il peut s'agir de graines, de feuilles, d'aiguilles, de fleurs, ou encore de tiges, identifiables le plus souvent au niveau de l'espèce et plus rarement au niveau du genre.

- les microfossiles végétaux : par opposition aux macrofossiles végétaux, il s'agit soit de grains de pollen, de spores de fougères ou de bryophytes.

## Classifications

### Psilophytes
- Cooksonia
- Rhynia
- Psilotum

### Lycophytes
- Baragwanathia (?Silurien-Dévonien)

- Protolepidodendrales (Dévonien-Carbonifère)
  - Leclercqia (es)
- Lepidodendrales (Dévonien-Permien)

- Lepidodendron
- Lepidophloïos
- Bothrodendron

- Sigillaria

- Lycopodiales (Carbonifère-actuel)

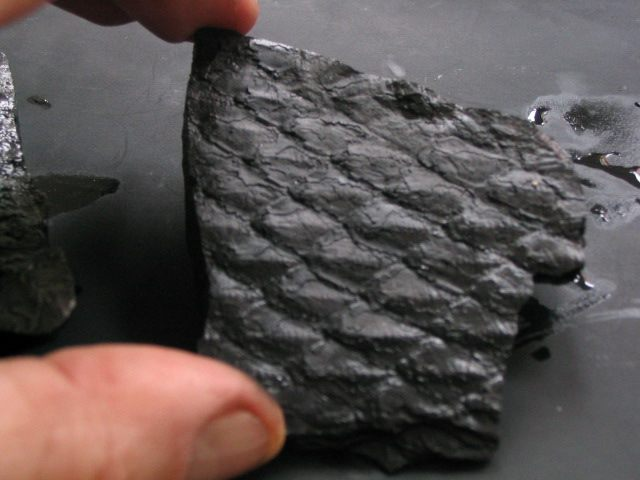
Empreinte d'écorce de fougère arborescente (Lepidodendron).

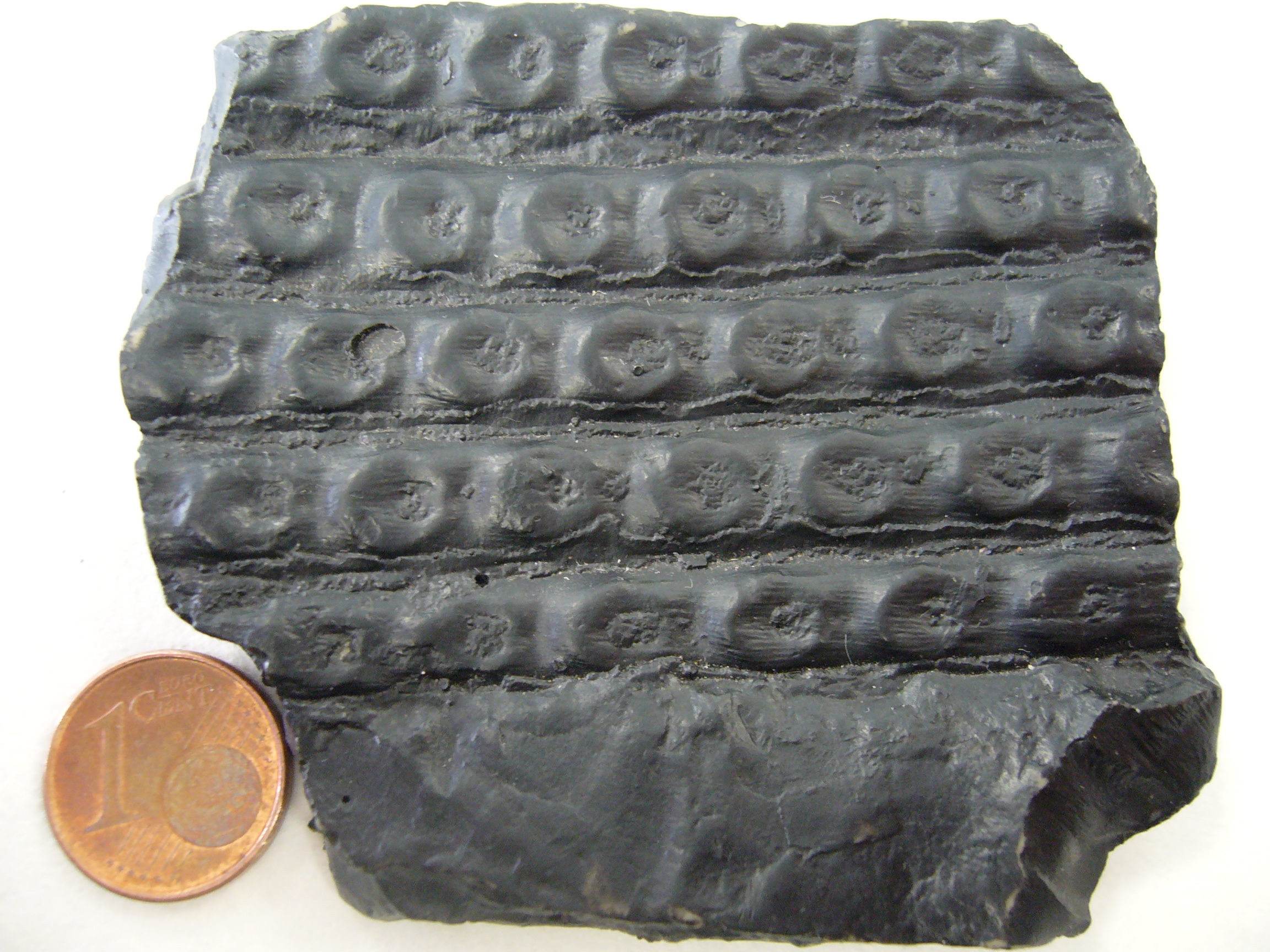
Sigillaria (Carbonifère).

- Selaginellales (Carbonifère-actuel)
- Pleuromeiales (Trias-Crétacé)
  - Pleuromeia
- Isoetales (Crétacé-actuel)

### Arthrophytes=Sphénophytes

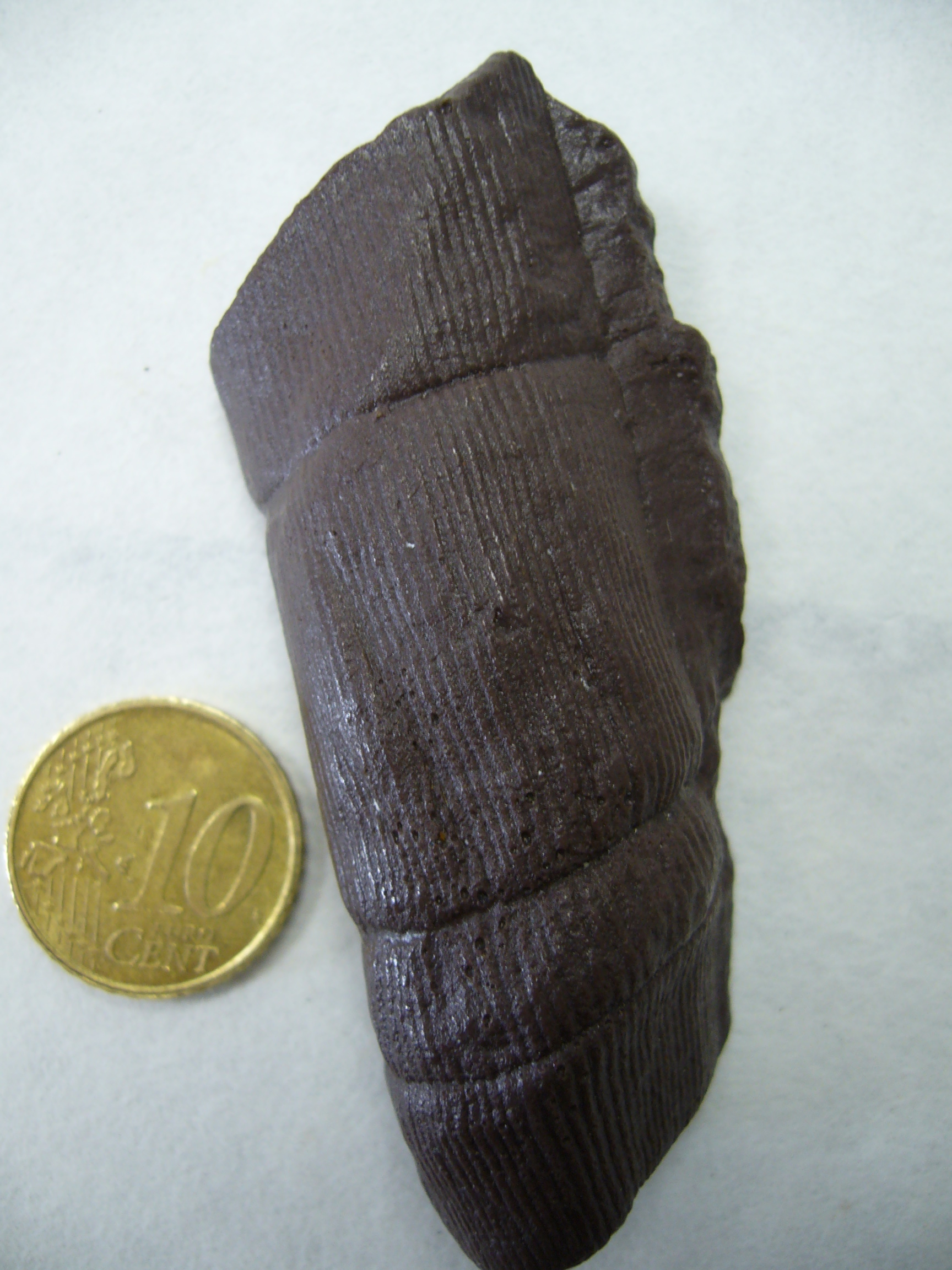
Calamites.

- Sphénophyllales (Dévonien-Trias)
  - Sphenophyllum
- Equisétales (Dévonien-actuel)

- Calamites
- Annularia
- Asterophyllites
- Calamostachys

### Ptéridophytes
- Cladoxylales (Dévonien-Carbonifère)
  - Wattieza/Eospermatopteris
- Rhacophytales (Dévonien)
  - Rhacophyton
- Coenoptéridales (Dévonien-Permien)
  - Stauropteris
- Filicales (Carbonifère-actuel)
  - Pecopteris
  - Psaronius

### Progymnospermes
- Aneurophytales (Dévonien)
  - Aneurophyton
  - Rellimia
  - Tetraxylopteris
- Archaeopteridales (Dévonien-Carbonifère)
  - Archaeopteris

### Spermatophytes(plantes à graines)
Pteridospermatophyta (« fougères à graines »)
- Glossoptéridales
  - Glossopteris
  - Lonchopteris
  - Neuropteris
  - Paripteris...

Cycadophytes (Carbonifère-actuel)
Ginkgophytes (?Permien-actuel)
Gnétophytes (?Crétacé-actuel)
Coniférophytes (Carbonifère-actuel)
- Cordaites
- Elatides
- Cupressinocladus
- Pityosporites

Angiospermes

## Galerie de fossiles de végétaux

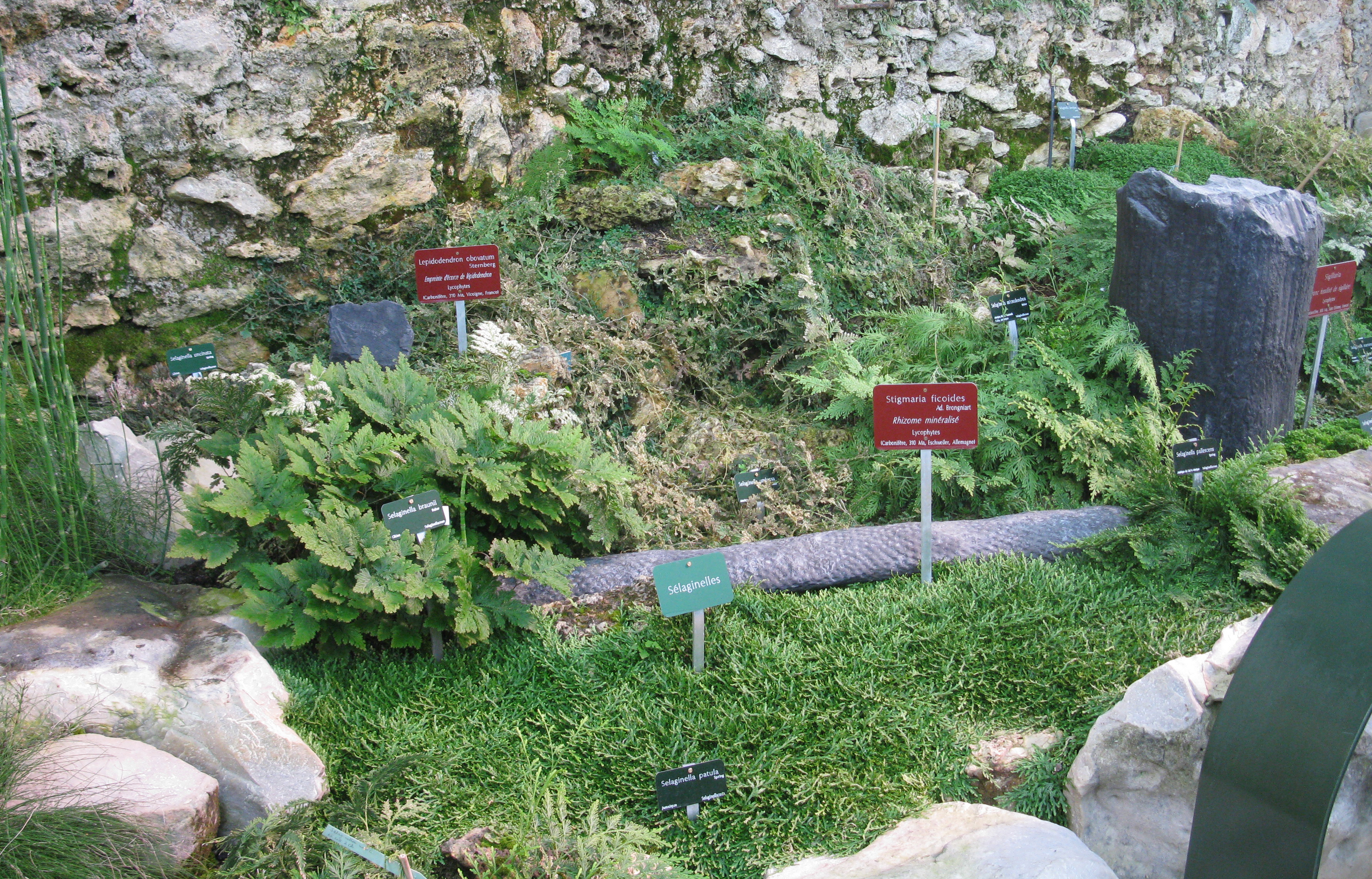
Dans la serre de l'histoire des plantes du Muséum de Paris, le visiteur peut comparer des spécimens de plantes fossiles à des spécimens vivants de plantes actuelles des mêmes taxons.
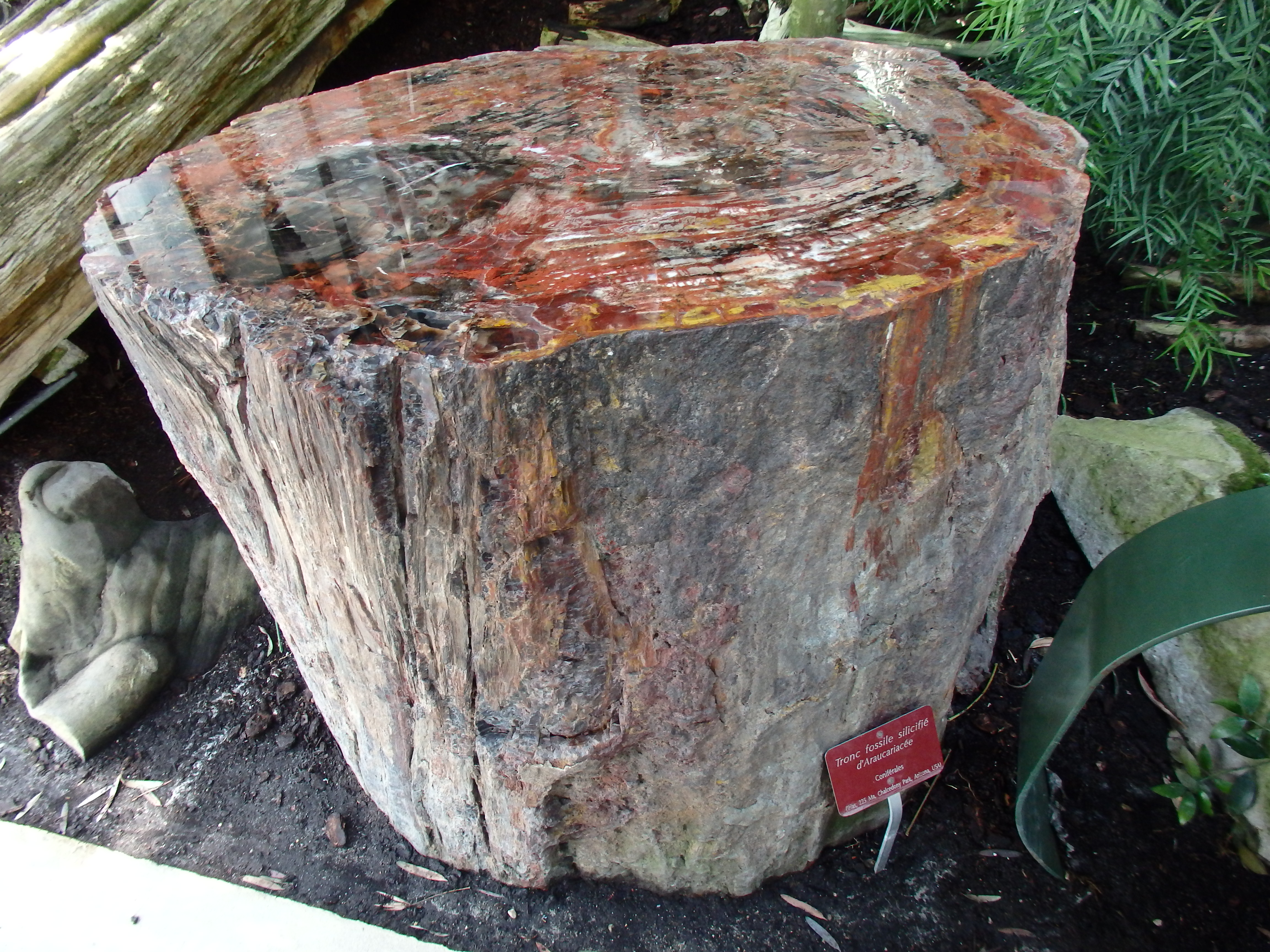
Tronc fossilisé d'Araucariacée
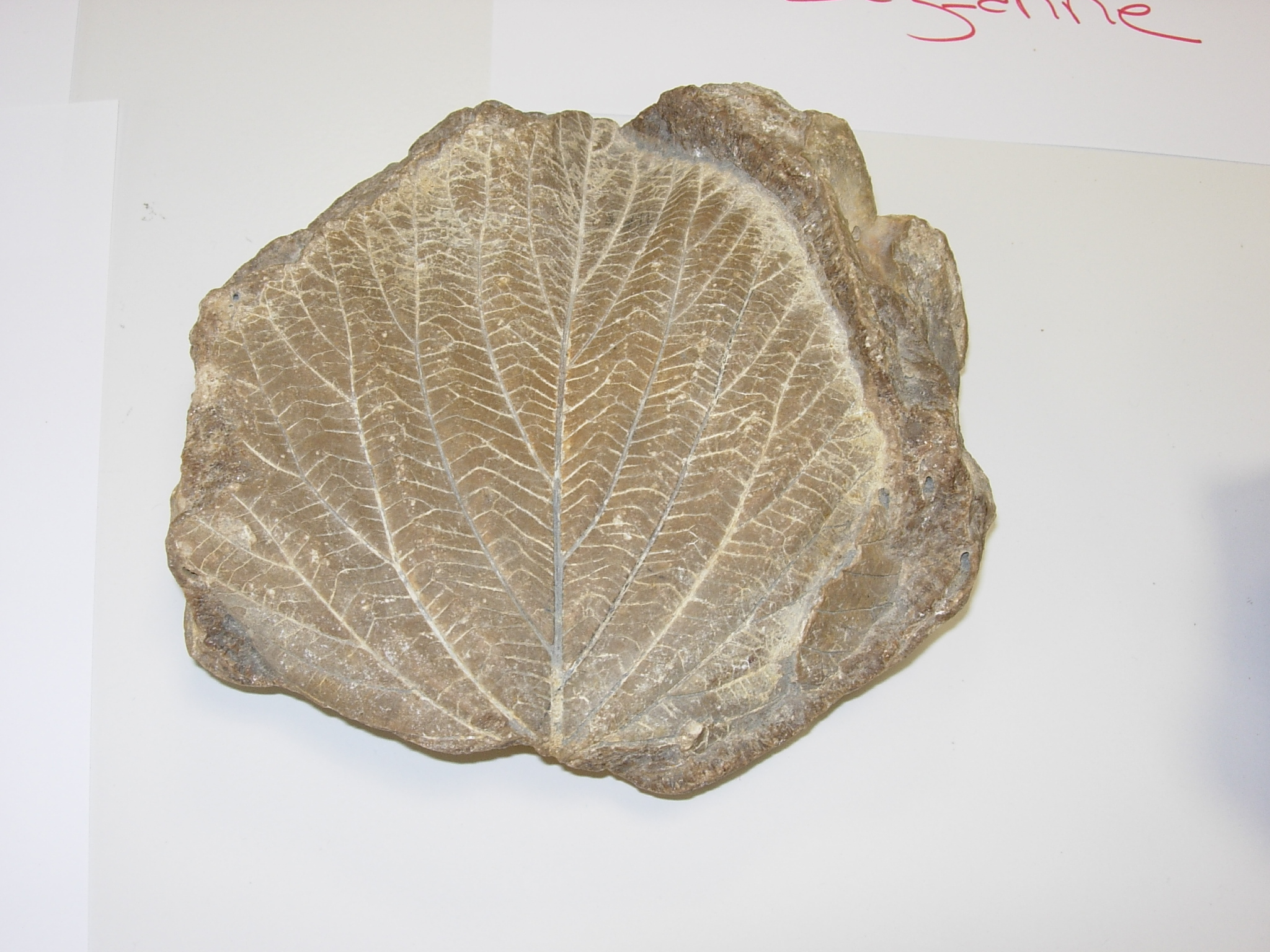
Cissus primaeva (Vitaceae), travertin de Sézanne du Thanétien
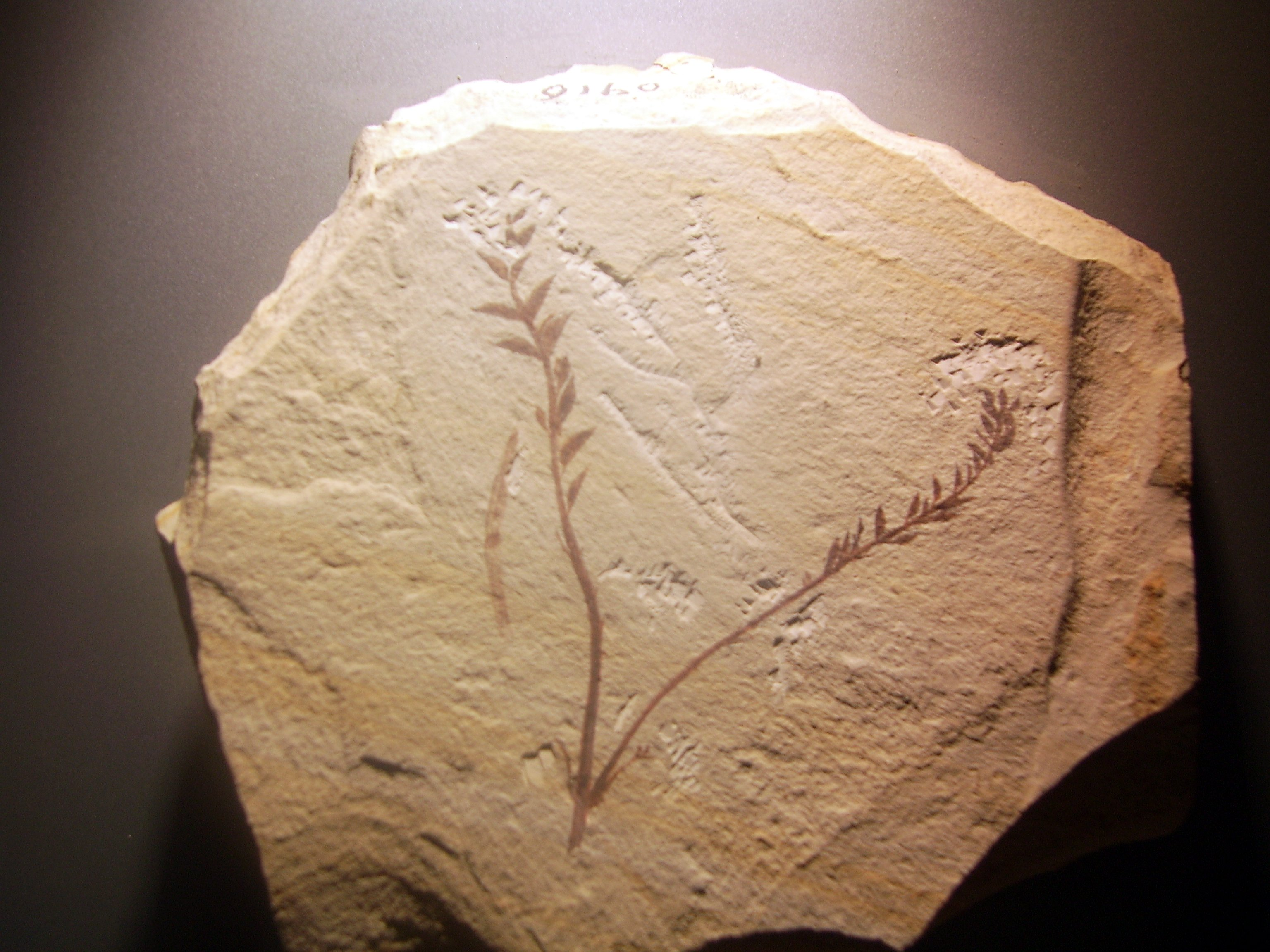
Archaefructus, plus ancienne fleur, découverte en Chine.

## Sources